# Minisat-01
Minisat 1  — испанский спутник, запущенный 21 апреля 1997 года американской крылатой ракетой-носителем «Пегас XL» c самолёта Lockheed L-1011 TriStar, который стартовал с испанской авиабазы Гандо на Канарских островах.

## История
Проект был основан в 1990 году испанским Межведомственным комитетом космической науки и техники (CICYT) и Национальным институтом аэрокосмической техники (INTA). В 1993 году проект перешёл на этап проектирования. Платформа разрабатывалась предприятием Construcciones Aeronauticas SA (CASA). Изначально планировалось запустить 4 спутника, однако программа была закрыта. Minisat 02 был создан и испытан в 2001 году, но после закрытия программы в 2002 году спутник был списан на слом.
После запуска Minisat-01 управление им осуществлялась со станции Маспаломас на острове Гран-Канария.
После пяти лет успешной работы спутник 14 февраля 2002 года вошёл в плотные слои атмосферы и сгорел.

## Цели
Основными задачами программы были разработка и демонстрация технологий в различных областях исследования: астрофизики, физики, технологии и ДЗЗ. В программу полёта входило проведение четырёх экспериментов:
- EURD (исп. Espectrografo Ultravioleta extremo para la observación de la Radiacion Difusa). В рамках этого эксперимента планировалось провести спектрографические наблюдения за диффузным сверхжёстким (экстремальным) ультрафиолетовым излучением в межзвёздной среде и с целью изучения состава мезосферы Земли.
- CPLM (исп. Column of Liquid Bridge in Microgravity). Этот эксперимент разработан для исследования поведения жидкостей в условиях микрогравитации.
- LEGRI (исп. Low Energy Gamma Ray Imager). Эксперимент представлял собой прототип гамма-телескопа для изучения излучения чёрных дыр, двойных звёзд или нейтронных звёзд.
- ETRV (исп. Experiencia Tecnológica de un Regulador de Velocidad). В эксперименте проводилось технологическое исследование механического устройства регулирования скорости электродвигателя.

## Конструкция

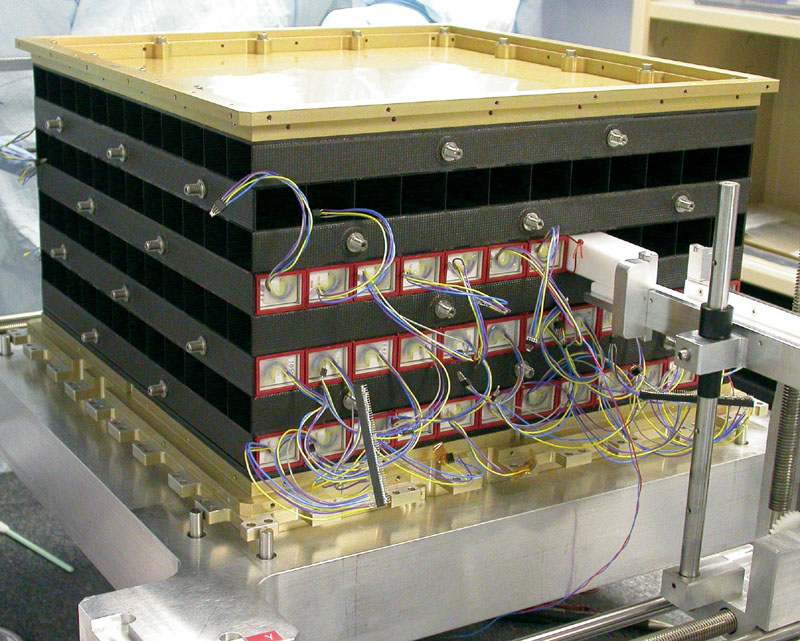
Гамма-телескоп Ферми для эксперимента LEGRI.

Спутник представлял собой модульную шестиугольную призму размерами 1145 мм × 1005 мм × 1170 мм и массой 195 кг, из которых 95 кг полезной нагрузки. 4 раздвижных солнечных батареи из арсенида галлия и один никель-кадмиевый аккумулятор обеспечивали спутник электропитанием мощностью 60 Вт. Спутник был стабилизирован по трём осям с помощью гироскопов. Также использовались два солнечных датчика и два магнетометра. Передача данных на Землю осуществлялась в S-диапазоне.
В качестве полезной нагрузки на борту были установлены:
- Два независимых решётчатых спектрометра, работающих в диапазоне (от 3500 до 11000 нм) со сменными фильтрами из фторида магния и алюминия. Дифракционная решётка имеет период 2460 линий/мм. Поле зрения приборов составило 26º × 8º[4].
- Прибор для эксперимента CPLM состоял из испытательной ячейки, содержащей жидкостные перемычки, встроенные между несколькими оптическими детекторами, которые могли измерять изменения положения и формы жидкости, двигателя и акселерометра, для создания и регистрации нагрузки, несколько датчиков температуры и давления[5].
- Гамма-телескоп LEGRI, регистрирующий энергетическое излучение (от 10 до 200 кэВ). Впервые для этого использовались 80 новых детекторов на основе иодида ртути(II) и 20 детекторов из кадмия теллурид цинка (CdZnTe)[6].
- Механизм регулирования скорости, который состоял из электродвигателя, торсионной пружины, коробки передач, маховика для создания нагрузки, геркона для проведения замеров и системы пирозарядов, срабатывание которых приводит к развёртыванию и началу работы всего механизма[7].

## Результаты
По данным с эксперимента EURD были получены ультрафиолетовый спектры B-звёзд и некоторых звёзд главной последовательности, например, Веги. 
В эксперименте LEGRI был определён фоновый шум, вызванный потоком космических и захваченных протонов. Также проведена оценка работы более чувствительного типа детекторов гамма-излучения. 